# José Viola
Giuseppe "José" Viola (Basilicata, 9 de fevereiro de 1863 — novembro de 1948) foi um imigrante italiano radicado no Brasil.
Aos trinta anos mudou-se para o Brasil (1894). Sua primeira residência conhecida foi na cidade de Cachoeiro do Itapemirim, no estado do Espírito Santo. Em 1898, apenas quatro anos após, passou a residir em Belo Horizonte, provavelmente devido à situação degradante que os imigrantes italianos enfrentavam no Espírito Santo, sendo  a imigração italiana para terras capixabas foi proibida pelo governo italiano em 20 de julho de 1895, baseado no relato do cônsul italiano no Espírito Santo denunciando tal situação. 
Em 1917 passou a residir no Região do Calafate, antiga colônia agrícola formada, majoritariamente, por imigrantes italianos, dando origem ao "Beco da Viola",, local conhecido como uma espécie de pensão e travessia, que após cessão do proprietário à Prefeitura de Belo Horizonte, deu origem à Rua José Viola, antiga Rua Manhumirim, iniciando-se na Avenida Teresa Cristina, até então apenas um rio, estendendo-se até a Rua Platina, hoje bairro Calafate. 
Faleceu em 14 (ou 19) de novembro de 1948, aos 84 anos, deixando seu legado e descendência para Belo Horizonte. 
Em 6 de junho de 1958, a Prefeitura de Belo Horizonte, procurando homenagear e preservar a memória de famílias imigrantes que contribuíram para o desenvolvimento da capital, mudou o nome da rua, 